# 镎的硫化物
镎的硫化物是镎与硫组成的化合物，其中镎的氧化态为+3或+4，而硫则以硫离子或多硫离子形式存在。它们的通式为NpxSy，已知的镎的硫化物包括NpS、Np3S4、Np2S3、Np3S5、NpS2、Np2S5、NpS3，结构通常与对应的铀或钚化合物相似。此外，镎还能形成多种氧硫化物（即镎与氧离子、硫离子形成的混合阴离子化合物），包括Np2O2S、Np4O4S3、NpOS。

## 镎(III)的硫化物

### 一硫化镎

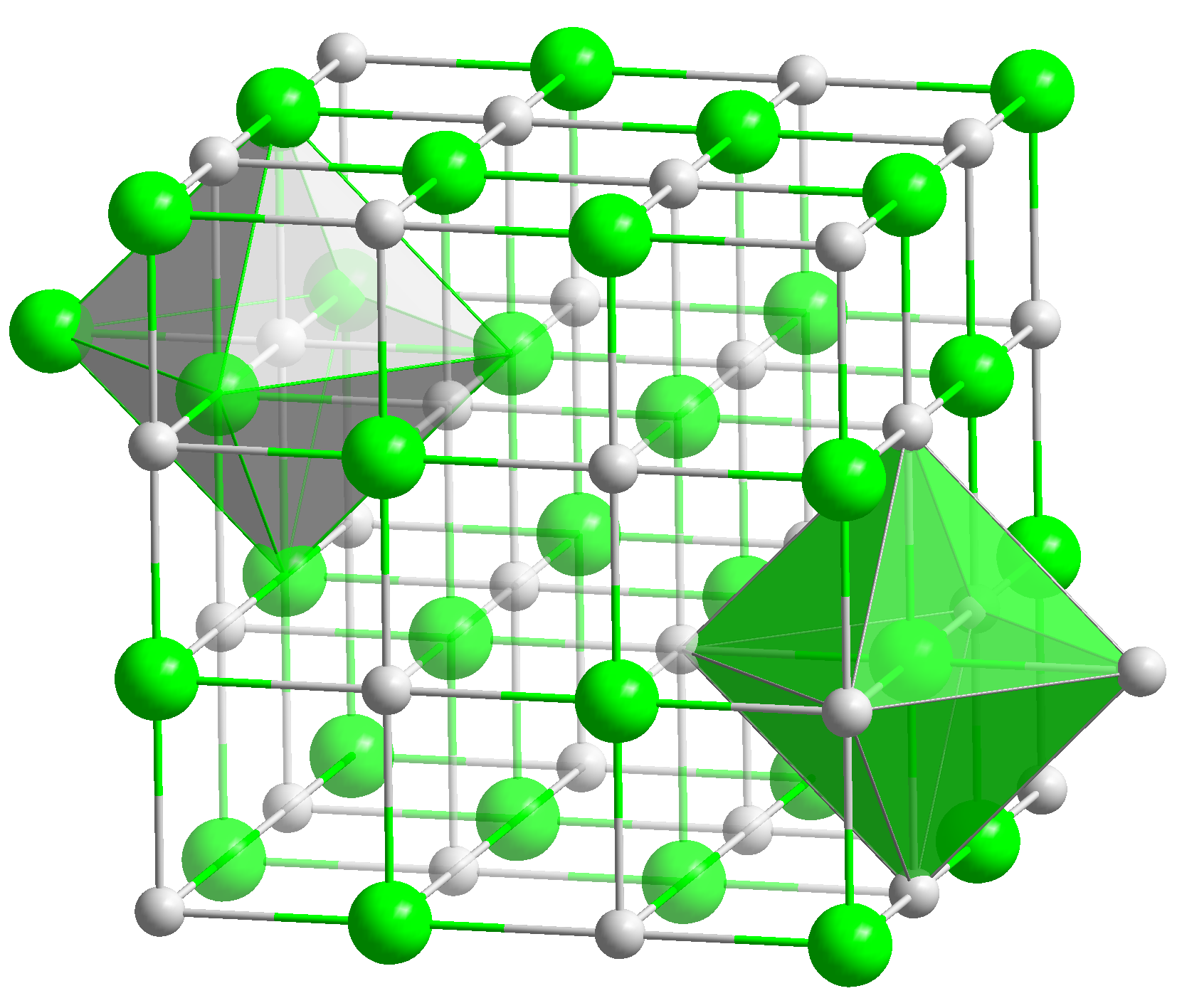
一硫化镎的结构

一硫化镎的化学式为NpS，实际结构(Np3+)(S2−)(e−)，与一硫化钚同为电子盐，晶体结构也同为氯化钠结构，晶格参数a=5.532 Å。
它可由Np2S3在1600 °C下被金属镎还原而成：
Np
2S
3 + Np  →  3 NpS
金属镎与硫蒸汽反应，亦可得到一硫化镎。
Np + S  →  NpS
一硫化镎的电阻为60000 μΩ⋅cm。它预测会在75 GPa的高压下变为氯化铯结构的晶体，体积因此缩小3.7%。实验确认一硫化镎的该相变压力超过60 GPa。

### 三硫化二镎

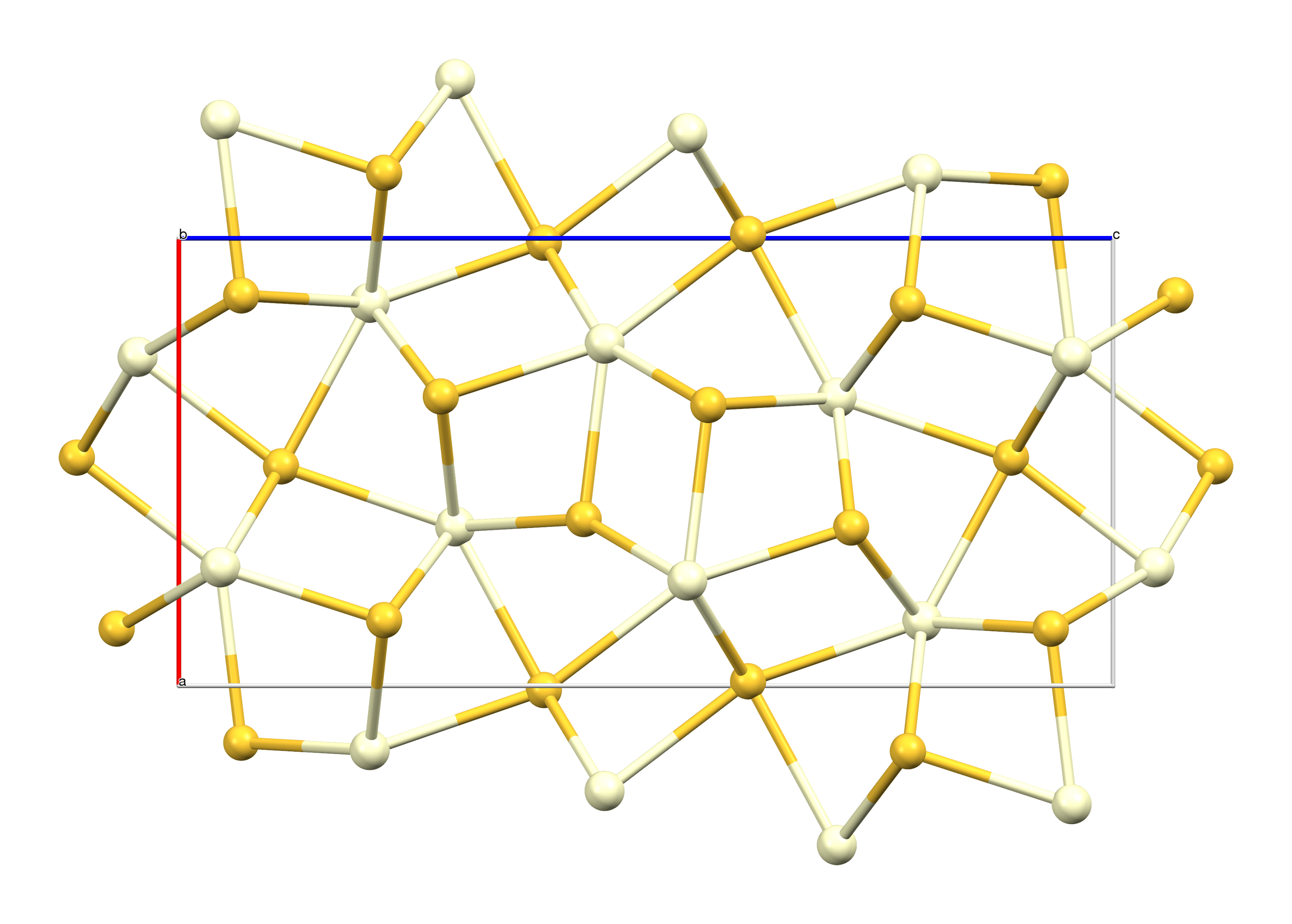
α-Np_{2}S_{3}的结构

三硫化二镎（Np2S3）有多种同质异形体，它们的结构都与三硫化二钚类似。它发现于1948年，由二氧化镎、二硫化碳、硫化氢一起反应制得。它也可由Np3S5在900 °C的真空下分解产生：
2 Np
3S
5  →  3 Np
2S
3 + S
Np2S3原报道为与三硫化二铀 （又称η-Np2S3），晶格参数a=10.3 Å、b=10.6 Å、c=3.86 Å，但之后的实验未能复现这一结果。后来科学家一共发现了三种Np2S3的同质异形体，分别是α-、β-、γ-Np2S3。
室温下的三硫化二镎以α-Np2S3形式存在，其结构与α-Ce2S3相似，呈正交晶系，晶格参数a=3.98 Å、b=7.39 Å、c=15.50 Å。β-Np2S3由α-Np2S3加热至约1500 K而成，具有类似β-Pu2S3的四方晶系结构，晶格参数a=14.94 Å、c=19.84 Å。它继续加热至约1800 K时会得到γ-Np2S3。γ-Np2S3呈立方晶系的Th3P4结构，晶格参数a=8.440 Å。它是非整比化合物，实际化学成分介于Np3S4和Np2S3-ε之间。

## 镎(III,IV)的硫化物

### 五硫化三镎

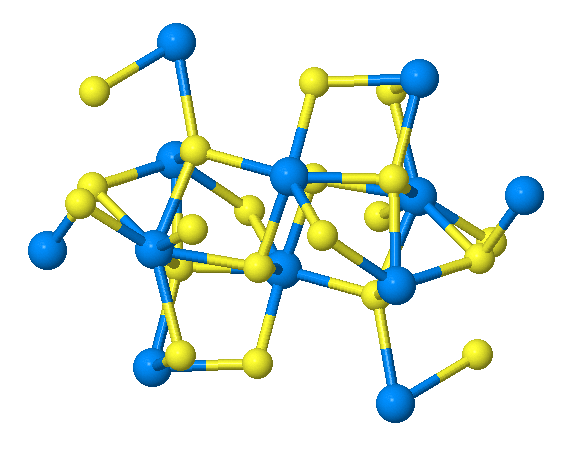
五硫化三镎的结构

五硫化三镎的化学式为Np3S5，与对应的硒化物Np3Se5一样在极低温下呈反铁磁性，高于35 K（−238.2 °C）时变为顺磁性。它是黑色固体，结构与五硫化三铀相似。它的Np(III)与Np(IV)含量呈2:1比例，结构可表示为(Np3+)
2(Np4+)(S2−)
5。
它可由三硫化镎在500 °C下分解而成，硫与镎或氢化镎直接反应，或是由镎与硫在氯化铯助焊剂存在下反应得到。五硫化三镎稳定，是镎与硫化合物反应常得到的副产物，但不如五硫化三铀稳定，在900 °C下就会分解成α-Np2S3。

## 镎(IV)的硫化物

### 二硫化镎
二硫化镎的化学式为NpS2。由于难以合成，目前对NpS2的性质所知甚少。其穆斯堡尔谱显示其中含有Np(IV)。

### 五硫化二镎

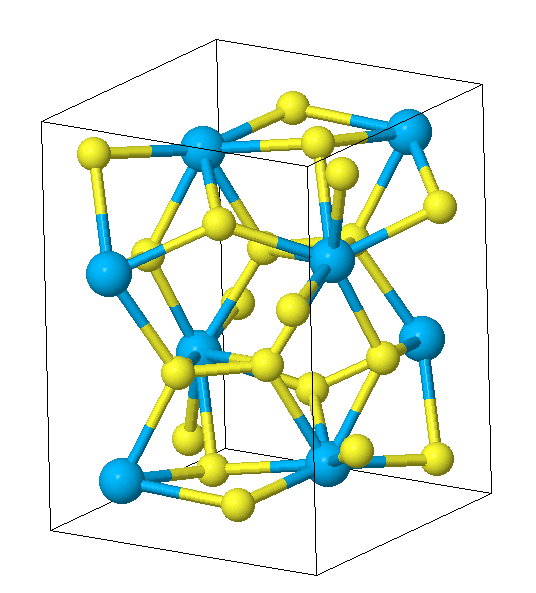
五硫化二镎的结构

五硫化二镎的化学式为Np2S5，实际结构为多硫化物(Np4+)
2(S2−)
3(S2−
2)，晶体结构与相关的Th2S5、U2S5相似。它呈四方晶系，晶格参数a=10.48 Å、c=9.84 Å。它可通过Np3S5与硫在500 °C下反应得到：
2 Np
3S
5 + 5 S  →  3 Np
2S
5

### 三硫化镎
三硫化镎的化学式为NpS3，实际结构为多硫化物(Np4+)(S2−)(S2−
2)。它在45 K（−228.2 °C）以下有磁序。它可由镎与硫在500 °C下直接反应而成：
Np + 3 S  →  NpS
3
三硫化镎和US3一样是单斜晶系的晶体，晶格参数a=5.36 Å、b=3.87 Å、c=18.10 Å、β=99.5°。

## 镎的氧硫化物

### 二氧硫化镎
二氧硫化镎（Np2O2S）是唯一在~1600 °C的高温下稳定的氧硫化物，其中含有Np(III)。它的结构与其它镧系、锕系元素的对应化合物相似，如La2O2S，皆为六方晶系晶体。它的晶格参数为a=3.95 Å、c=6.80 Å。

### 一氧一硫化镎
一氧一硫化镎（NpOS）常以其它镎的硫化物（如Np3S5）的氧化产物形式存在。一氧一硫化镎可由一硫化镎在密封安瓿中加热至700 °C氧化而成：
2 NpS + O
2  →  2 NpOS
与一氧一硫化铀、一氧一硫化钚相似，一氧一硫化镎呈四方晶系，晶格参数a=3.815 Å、c=6.623 Å。

### 四氧三硫化四镎
四氧三硫化四镎（Np4O4S3）由NpOS在700 °C的真空下分解而成，结构与对应钚化合物Pu4O4S3相似，晶格参数a=4.07 Å、b=6.76 Å、c=3.89 Å、β=118°。它含有等量的Np(III)及Np(IV)，实际结构为(Np3+)
2(Np4+)
2(O2−)
4(S2−)
3.